# فلوريكا باغداسار
فلوريكا باغداسار (المولودة باسم شيوميتي) (24 يناير 1901 - 19 ديسمبر 1978) هي طبيبة نفسية عصبية رومانية، وأول امرأة تشغل منصب وزيرة في رومانيا في وزارة الصحة بين عامي 1946 و1948.

## نشاطها المهني
بعد اجتيازها سلسلة الاختبارات والمسابقات الضرورية، حصلت باغداسار على لقب «طبيبة نفسية أساسية» في تخصص حفظ الصحة النفسية. كرست باغداسار وقتها للعمل في مجال الرعاية النفسية العصبية والتعليمية للأطفال. نجحت باغداسار مع معاونتها، فلوريكا نيكوليسكو (ستافيسكو)، في تطوير كتاب الأبجدية المدرسي («كتاب لجميع الأطفال») الخاص لعدد من المدارس الابتدائية بالإضافة إلى تزويد كل منها بدليل الحساب الخاص بها، إذ استندتا في تطوير كل منهما إلى فكرة التجميع العالمية والكتابة العمودية المبسّطة. سعت هذه المواد التعليمية إلى جذب اهتمام الأطفال وزيادة حبهم للتعلم، من خلال عملية تعليمية شبيهة باللعب إلى حد ما. في عام 1946، أسست باغداسار مركز الصحة النفسية في بوخارست، في شارع فاسيلي لاسكار 14، إذ هدف هذا المركز إلى علاج الأطفال المصابين بالتخلف العقلي والاضطرابات السلوكية. اعتمدت فلوريكا باغداسار في تصميمها هذا المركز على أحدث الأساليب العلمية المستخدمة في الولايات المتحدة. بصفتها مديرة هذه المؤسسة، عيّنت فلوريكا باغداسار فريقًا مثاليًا من الخبراء القادرين على التعامل مع مشاكل الأطفال المختلفة، بما في ذلك علماء النفس، والخبراء التربويين، ومعالجي النطق وأخصائي الصحة التأهيلية. استمرت فلوريكا باغداسار في عملها كمديرة لمركز الصحة النفسية حتى عام 3195.
أصبحت د. فلوريكا باغداسار أول امرأة تقود مجلس الوزراء في الحكومة الرومانية. في السنوات التالية للحرب العالمية الثانية مباشرة، واجه وزيرا الصحة في رومانيا، فلوريكا باغداسار ومن قبلها زوجها، العديد من الأزمات الخطرة التي تطلبت حلولًا عاجلة: شبكات الصرف الصحي المتهالكة جراء الحرب، والفقر والمجاعات المريعة – على وجه الخصوص في منطقة مولدافيا حيث حلّ الجفاف والشتاء القاسي – ما ساهم بدوره في انتشار الأوبئة الفتاكة بما في ذلك التيفوس المتوطنة داخل مولدافيا والملاريا في دبروجة. عمل كل من الطبيب النفسي الروماني الشهير، بول كورتيز، وأخصائي الوبائيات، ميهاي سيوكا، بشكل مباشر مع وزيرة الصحة – فلوريكا باغداسار – في تنظيم حملات للقضاء على هذه الأوبئة.
في عام 1949، حصلت باغداسار على منصب أستاذة مشاركة في جامعة كارول دافيلا للطب والصيدلة (آي إم إف) في بوخارست، حيث أدخلت اختصاص طب الأطفال النفسي العصبي (علم النفس العادي والمرضي للطفل). أصبحت باغداسار من أبرز مناصري الطب النفسي العصبي الطفلي، النظري منه والعملي، وساهمت في ظهور العديد من الأخصائيين القيّمين في هذا المجال. في أكتوبر 1957، أصبحت باغداسار نائبة لرئيس الصليب الأحمر الروماني. شغلت باغداسار هذا المنصب لعدة سنوات.

## نشاطها السياسي
سارت فلوريكا باغداسار على خطى زوجها دوميترو باغداسار، الذي تمسك بموقفه السياسي اليساري منذ شبابه. بعد انقلاب 23 أغسطس 1944، أصبحت فلوريكا باغداسار على إثر ذلك عضوًا في الحزب الشيوعي الروماني. بين عامي 1944 و1948، عملت فلوريكا باغداسار مع العديد من المنظمات الجماهيرية، مثل الدفاع الوطني، واتحاد الوطنيين واتحاد النساء الديمقراطيات في رومانيا (يو إف دي آر). بين عامي 1946 و1951، شغلت فلوريكا باغداسار منصب نائبة مقاطعة تولسيا في الجمعية الوطنية الكبرى. في الفترة الممتدة بين أغسطس وسبتمبر من عام 1946، كانت باغداسار المرأة الوحيدة المشاركة في الوفد الرسمي الذي أرسلته رومانيا إلى مؤتمر باريس للسلام. من باريس، انطلقت باغداسار في مهمة رسمية إلى ستوكهولم طالبة من السويد تقديم المساعدة (الغذاء والدواء) لرومانيا التي مزقتها الحرب. بعد عودتها إلى بلادها في 26 سبتمبر 1946، أصبحت فلوريكا باغداسار وزيرة الصحة في 1 ديسمبر 1946، إذ شغلت هذا المنصب حتى 21 يناير 1951. في عام 1948، تقلدت باغداسار وسام النجمة من قبل جمهورية رومانيا الشعبية.